# Most kolejowy koło Rozłazina
Most kolejowy koło Rozłazina – kamienny most kolejowy na Młyńskiej Strudze, obecnie Węgorzy, na trasie linii kolejowej łączącej Lębork z Kartuzami, wybudowany w 1905 roku.
 W jego bezpośrednim sąsiedztwie znajduje się Rozłaziński Młyn (M. Roslasiner Mühle), obecnie Rozłaski Młyn.

W niektórych internetowych publikacjach stosowana jest nazwa "Lubonice", nazwa ta odnosi się do odleglejszej osady Gostkowskie.

## Położenie
Województwo pomorskie,
powiat wejherowski,
gmina Łęczyce,
sołectwo Rozłazino.

Współrzędne geograficzne:

N54° 31' 56.064" E17° 51' 48.96"
Współrzędne dla GPS:

N 54°53224, E 17°86360

## Historia
Przez miejscową ludność nazywany jest Wiadukt nad młynem lub Młyński Wiadukt. Most wybudowany w latach 1903-1905 i oddany do użytku w 1905 roku. Znajduje się na zawieszonej linii kolejowej 229 (fragment Lębork - Kartuzy), na odcinku Lębork - Rozłazino, w pobliżu miejscowości Rozłazino.
Pod mostem przepływa Młyńska Struga, obecnie Węgorza. Wysokość budowli w najwyższym punkcie wynosi ponad 18 m. W odległości około 70 m od mostu znajdują się zabudowania Rozłaskiego Młyna, istniejące co najmniej od początku XIX wieku. Po drugiej wojnie cały budynek dawnego młyna został przeznaczony na cele mieszkalne, zaś linię kolejową zawieszono dla ruchu w 2001 roku. Obecnie Młyński Wiadukt wykorzystywany jest głównie przez amatorów wspinaczki.